# Martín de Álzaga
Martín de Álzaga (Valle de Aramayona, Álava, 11 de noviembre de 1755 - Buenos Aires, Provincias Unidas del Río de la Plata, 6 de julio de 1812), e hijo de Juan Francisco de Alzaga Munarbe y Manuela de Olavarría Madina; fue un comerciante y político español de importante actuación en el Virreinato del Río de la Plata, especialmente por su participación en el rechazo de las Invasiones inglesas.

## Sus inicios
Llegó a Buenos Aires a los once años, muy pobre y sin saber siquiera hablar otro idioma que el vasco.
Dedicado al comercio, llegó a ser muy rico en pocos años con negocios en el tráfico de esclavos, de telas y de armas.
Fue un destacado hacendado y miembro del Cabildo de Buenos Aires, al que accedió en 1785 como Defensor de Pobres, siendo uno de los miembros fundadores del Consulado de Comercio de Buenos Aires, en 1794, y alcalde de primer voto desde el 1 de enero de 1795 al 16 de septiembre de 1796. Se opuso siempre a la apertura comercial o libre comercio, a través de varios memoriales.
Preocupado por la rebelión de Túpac Amaru II, creyó encontrar una conspiración en Buenos Aires y ordenó tormentos a los prisioneros arrestados en razón de sus delaciones. Pero, en definitiva, no pudo demostrar nada.

## Héroe de la Reconquista
Cuando en 1806 se produjo la primera de las Invasiones Inglesas en Buenos Aires, puso su fortuna al servicio de la Reconquista. Organizó un grupo de conspiradores, el que se unió a otros que tuvieron el mismo objetivo, formados también por poderosos comerciantes, como Anselmo Sáenz Valiente y Juan Martín de Pueyrredón.
El general invasor William Carr Beresford había  ordenado el secuestro de todas las armas en poder de particulares, pero Álzaga era especialista en su contrabando, por lo que pudo reunir centenares e instalar talleres para su reparación. Alquiló en secreto las casas que daban a la Plaza Mayor, y desde allí cavó túneles para minar el Fuerte, además de instalar en ellas cantones desde los cuales hacer frente a los invasores.
Su capacidad de organización era notable; tenía una tenaz voluntad y un don natural de mando. Alquiló la chacra de Perdriel, en el actual partido de San Martín, donde los voluntarios se entrenaban por turnos, y donde se reunieron fuerzas de caballería. La red de espionaje organizada por los ingleses solamente descubrió lo que se tramaba pocos días antes de iniciada la reacción. El ataque a Perdriel solamente aceleró los hechos.
Cuando Santiago de Liniers llegó desde Montevideo y comenzó la Reconquista de Buenos Aires, el 12 de agosto, apareció de repente el ejército secreto de Álzaga y los ingleses fueron rápidamente vencidos. La rendición de Beresford no tardó en llegar salvándose el Virreinato del Río de la Plata del dominio de la Corona británica.

## Defensa de Buenos Aires
De inmediato, Álzaga convocó un cabildo abierto que consiguió desplazar del mando militar al virrey Rafael de Sobremonte —que pasó a Liniers— e impedirle su entrada a Buenos Aires. El 1 de enero de 1807 fue elegido Alcalde de primer voto y asumió el mando civil de la ciudad.
Pero la flota inglesa no había abandonado el Río de la Plata, y pronto llegaron refuerzos, al mando del general John Whitelocke. Estos tomaron Montevideo en junio de 1807, eliminando con facilidad las fuerzas de Sobremonte. Álzaga simplemente ordenó el arresto del virrey y su reemplazo por Liniers, como interino.
Participó en la organización de las milicias de voluntarios de la ciudad, un ejército de más de seis mil hombres, y pagó con sus propios fondos la formación de un regimiento de asturianos y vizcaínos. 
El 2 de julio de 1807 se produjo el esperado ataque, y Liniers fue derrotado en el Combate de Miserere, en las afueras de la ciudad. Pero Whitelocke les dio tres días de descanso a sus tropas antes de atacar. Álzaga convenció al desalentado Liniers de preparar la defensa y aprovechó al máximo el tiempo: organizó la defensa casa por casa, iluminó con miles de lámparas la ciudad para seguir trabajando de noche, y se aseguró que en todas las azoteas se acumulara todo lo necesario para la defensa de Buenos Aires.
Los ingleses atacaron el 5 de julio, dándole otra ventaja: marcharon divididos en trece columnas, que fueron derrotadas por separado. Al mediodía del 7 de julio, los ingleses se rindieron y evacuaron la ciudad. Pero Álzaga incluyó en las condiciones de la rendición que debían entregar también Montevideo.
Su nombre le fue impuesto a la hoy calle Alsina en la modificación general de la nomenclatura de 1808, en la que se honraba a los héroes de las invasiones inglesas. Este nombre subsistió hasta la modificación general de 1822.

## Asonada del 1 de enero de 1809
Liniers y Álzaga eran los héroes de las Invasiones Inglesas pero pronto entraron en conflicto, tanto por el pésimo gobierno del virrey, como por el hecho de que aquel era francés y España había entrado en guerra con Napoleón Bonaparte.
El 1 de enero de 1809, Álzaga organizó una revolución para deponer a Liniers: sacó a la calle a los tercios (batallones) de "Gallegos", "Miñones de Cataluña" y "Vizcaínos" formados por españoles europeos, organizó una manifestación en contra del virrey y le exigió la renuncia. En su lugar sería nombrada una junta, dirigida por españoles europeos y con dos secretarios porteños (españoles americanos): Mariano Moreno y Julián de Leyva. Pero la renuncia de Liniers fue a condición de que el mando pasara al general Pascual Ruiz Huidobro, el segundo en el mando militar. Eso desconcertó a Álzaga y dio tiempo a la reacción del coronel Cornelio Saavedra, comandante del regimiento de Patricios. Este disolvió las fuerzas españolas europeas sublevadas y obligó a Liniers a retirar la renuncia.
Álzaga fue enviado preso a Carmen de Patagones y se le siguió un juicio con el curioso título de "proceso por independencia". Los tercios de españoles europeos sublevados fueron disueltos, lo que facilitaría la Revolución de Mayo. Pero el gobernador Francisco Javier de Elío, de Montevideo, que había formado una junta de gobierno en esa ciudad, rescató a Álzaga de Carmen de Patagones. Esta junta fue disuelta cuando llegó al Río de la Plata el nuevo virrey, Baltasar Hidalgo de Cisneros, pero Álzaga pudo regresar a Buenos Aires.

## Revolución de Mayo
Esta fracasada asonada fue precursora de la del 25 de mayo del año 1810. Pero también dejó en claro las líneas del conflicto por el poder entre gobiernos españoles y criollos. Y produjo un nuevo esquema de partidos y de poder, a partir del cual partió la idea llevada a cabo en la Revolución de Mayo.
Álzaga participó en la caída del virrey Cisneros, y aunque no estuvo presente en el cabildo abierto del 22 de mayo, se negó a aceptar la junta presidida por este. Y es seguro que participó en las negociaciones que formaron la Primera Junta, ya que colocó en ella a tres miembros de su partido: Mariano Moreno, Juan Larrea y Domingo Matheu.
Fue obligado a aportar grandes sumas para la Revolución, pero no fue perseguido. Tenía muy buenas relaciones con el virrey Elío, que estaba en Montevideo en 1811, pero se quedó sin nada al año siguiente. Se dijo que en 1812 fundó su partido El Republicano (que pugnaba por la independencia bajo control español).

## Conspiración y ejecución
El 1 de julio de 1812, el gobierno descubrió —o creyó descubrir— una conspiración de españoles contra el Primer Triunvirato, formado por Juan Martín de Pueyrredón, Feliciano Antonio Chiclana y Manuel de Sarratea. Esta debía estallar el 5 de julio, quinto aniversario de la Defensa. No se sabe cuáles eran exactamente sus intenciones, aunque no parece que la conspiración quisiera volver lisa y llanamente a la dependencia del rey de España. Buenos Aires estaba escasa de tropas, mayormente enviadas al Ejército del Norte, por lo que la situación era delicada.

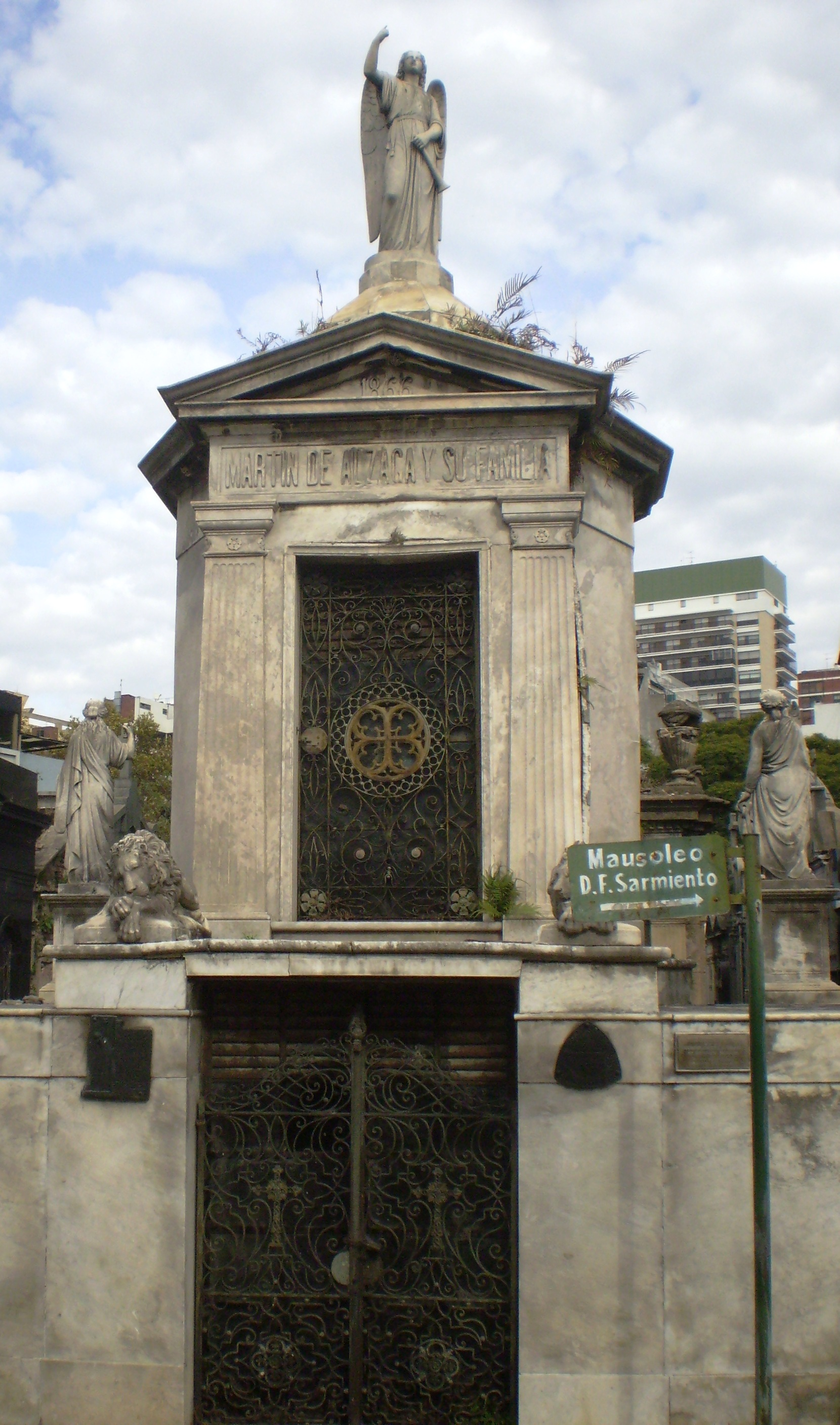
Panteón de Martín de Álzaga y familia, en el Cementerio de la Recoleta.

Durante las investigaciones, el secretario del Triunvirato Bernardino Rivadavia, basado en pruebas y confesiones extremadamente sospechosas, extendió la acusación a Álzaga y a un extenso grupo de partidarios. En realidad, caben serias dudas de que la conspiración fuera siquiera real.[cita requerida]
Fue arrestado y sometido a proceso criminal secreto; tan secreto, que nunca fue publicado ni se supo la identidad del único testigo, que incluso se dijo que era un esclavo. Es casi seguro que Rivadavia se estaba vengando de una vieja afrenta personal y usó los cargos para apoderarse de sus bienes. Rumores cuentan que la esposa de Rivadavia tuvo una aventura con Álzaga. Álzaga y muchos otros fueron condenados a muerte.
Las ejecuciones comenzaron el 4 de julio, dos días después de su arresto, lo que deja en claro que los acusados complotados ya estaban condenados de antemano.[cita requerida] En total, fueron ejecutados más de treinta hombres, incluidos jefes militares, frailes y comerciantes, cuyos bienes fueron expropiados.
Álzaga fue fusilado y colgado el 6 de julio de 1812 en Buenos Aires, en la Plaza de la Victoria. Los cuerpos de los conspiradores fueron exhibidos en la plaza durante tres días.
Una lápida recuerda a Martín de Álzaga en el Convento de Santo Domingo, aunque sus restos se hallan en el Cementerio de la Recoleta, en la bóveda familiar.
Estaba casado con María Magdalena de la Carrera. De sus hijos dos destacaron en los bandos opuestos de la revolución. Félix de Álzaga se convirtió en un importante militar, político y hacendado en la nueva nación, mientras que Cecilio de Álzaga, comerciante y político fue un tenaz enemigo de la emancipación argentina.